# Benzamida
La benzamida es un compuesto orgánico sólido, de color blanco y ligeramente soluble en agua. Su fórmula molecular es C7H7NO.

## Síntesis

### A partir de cloruro de benzoílo
La benzamida usualmente es sintetizada por la reacción del cloruro de benzoílo con el amoníaco.

## Reacciones

### 1) Hidrólisis en medio ácido
La benzamida en medio acuoso ácido hidroliza a ácido benzoico.

### 2) Hidrólisis en medio básico
En medio acuoso básico, alcalinizado con una base fuerte como el NaOH, hidroliza a benzoato de sodio.

### 3) Deshidratación
En presencia de pentóxido de difosforo a altas temperaturas la benzamida se deshidrata a benzonitrilo.

### 4) Reducción
La reducción de benzamida con hidruro de litio e hidruro de aluminio produce bencilamina.

### 5) Transposición de Hofmann
La benzamida en presencia de bromo en medio alcalino produce anilina y dióxido de carbono.

## Fármacos derivados
Varios fármacos son compuestos derivados de la benzamida, algunos de ellos son:
Analgésicos
- Etenzamida
- Salicilamida

Antieméticos/Prokinéticos
- Alizaprida
- Bromoprida
- Cinitaprida
- Cisaprida
- Cleboprida
- Dazoprida
- Domperidona
- Itoprida
- Metoclopramida
- Mosaprida
- Prucaloprida
- Renzaprida
- Trimetobenzamida
- Zacoprida

Antipsicóticos
- Amisulprida
- Nemonaprida
- Remoxiprida
- Sulpirida
- Sultoprida
- Tiaprida

Otros
- Entinostat
- Etilcloprida
- Mocetinostat
- Paclitaxel
- Racloprida